# 1998 في روسيا
فيما يلي قوائم الأحداث التي وقعت خلال عام 1998 في روسيا.

## سياسة

### تعيين في المنصب
- 25 فبراير – سيرجي كيسلياك سفير روسيا الاتحادية في بلجيكا.
- 28 أبريل – بوريس نيمتسوف نائب رئيس حكومة الاتحاد الروسي [الإنجليزية]‏.
- 23 أغسطس – فيكتور تشيرنوميردين رئيس وزراء روسيا.
- 25 أغسطس – فيتالي تشوركين سفير روسيا الاتحادية في كندا.
- 11 سبتمبر – يفكيني بريماكوف رئيس وزراء روسيا.

### انتهاء فترة المنصب
- 1 يناير – بوريس نيمتسوف مجلس الأمن (روسيا)،First Deputy Prime Minister of Russia [الإنجليزية]‏،نائب رئيس حكومة الاتحاد الروسي [الإنجليزية]‏.
- 25 فبراير – فيتالي تشوركين سفير روسيا الاتحادية في بلجيكا.
- 23 مارس – أناتولي تشوبايس First Deputy Prime Minister of Russia [الإنجليزية]‏.
- 23 مارس – فيكتور تشيرنوميردين رئيس وزراء روسيا،رئيس وزراء روسيا.

## رياضة
- 13 أكتوبر – أولمبياد الشطرنج 1998 الفائز روسيا.

## مواليد

### مارس
- 5 مارس – فلاديسلاف أرتيمييف لاعب شطرنج روسي.
- 22 مارس – ألكسندر دونتشينكو لاعب شطرنج ألماني.
- 23 مارس – كارينا سابيروفا لاعبة كرة يد روسية.

### يونيو
- 5 يونيو – يوليا ليبيتسكايا متزلجة فنية روسية.

### سبتمبر
- 10 سبتمبر – آنا بلينكوفا لاعبة كرة مضرب روسية.

### نوفمبر
- 14 نوفمبر – صوفيا كينين لاعبة كرة مضرب أمريكية.

## وفيات

### يناير
- 7 يناير – سلافا ميتريفيلي (مواليد 1936) لاعب كرة قدم جورجي.

### مارس
- 21 مارس – جالينا أولانوفا (مواليد 1910)

### أبريل
- 19 أبريل – فلاديمير سوكولوف (مواليد 1928)

### أغسطس
- 19 أغسطس – فاسيلي أرخيبوف (مواليد 1926)

### نوفمبر
- 22 نوفمبر – فلاديمير ديموكوف (مواليد 1916)